# Fransures
Fransures é uma comuna francesa na região administrativa de Altos da França, no departamento de Somme. Estende-se por uma área de 4,26 km². Em 2010 a comuna tinha 132 habitantes (densidade: 31 hab./km²).